# Oude Weteringmolen
De Oude Weteringmolen is een wipmolen aan de Beneden Tiendweg in Streefkerk, in de Nederlandse gemeente Molenlanden, provincie Zuid-Holland. De molen is in of voor 1751 gebouwd en is tot 1951 in bedrijf geweest. In 1847 is de molen door het bouwen van veldmuren ca. 0,50 meter verhoogd. In 1957 is hij in bezit gekomen van de SIMAV. De twee andere molens van de groep, de Sluismolen en de Hoge Tiendwegse Molen raakten in verval en zijn beide door brand verwoest. Momenteel wordt gewerkt aan herbouw van deze twee molens.
In 1989 is de molen grondig gerestaureerd en opnieuw maalvaardig gemaakt. Omdat de oude waterlopen niet meer bestaan en omdat de andere molens zijn verdwenen, maalt de molen nu in circuit. De Oudendijkse Molen is op afspraak te bezoeken.
Het gevlucht met een lengte van 26,80 m. is oud-Hollands opgehekt. De molen maalt met een scheprad met een diameter van 5,94 m en een breedte 0,52 m, waarmee een opvoerhoogte tot 1,40 m wordt bereikt.

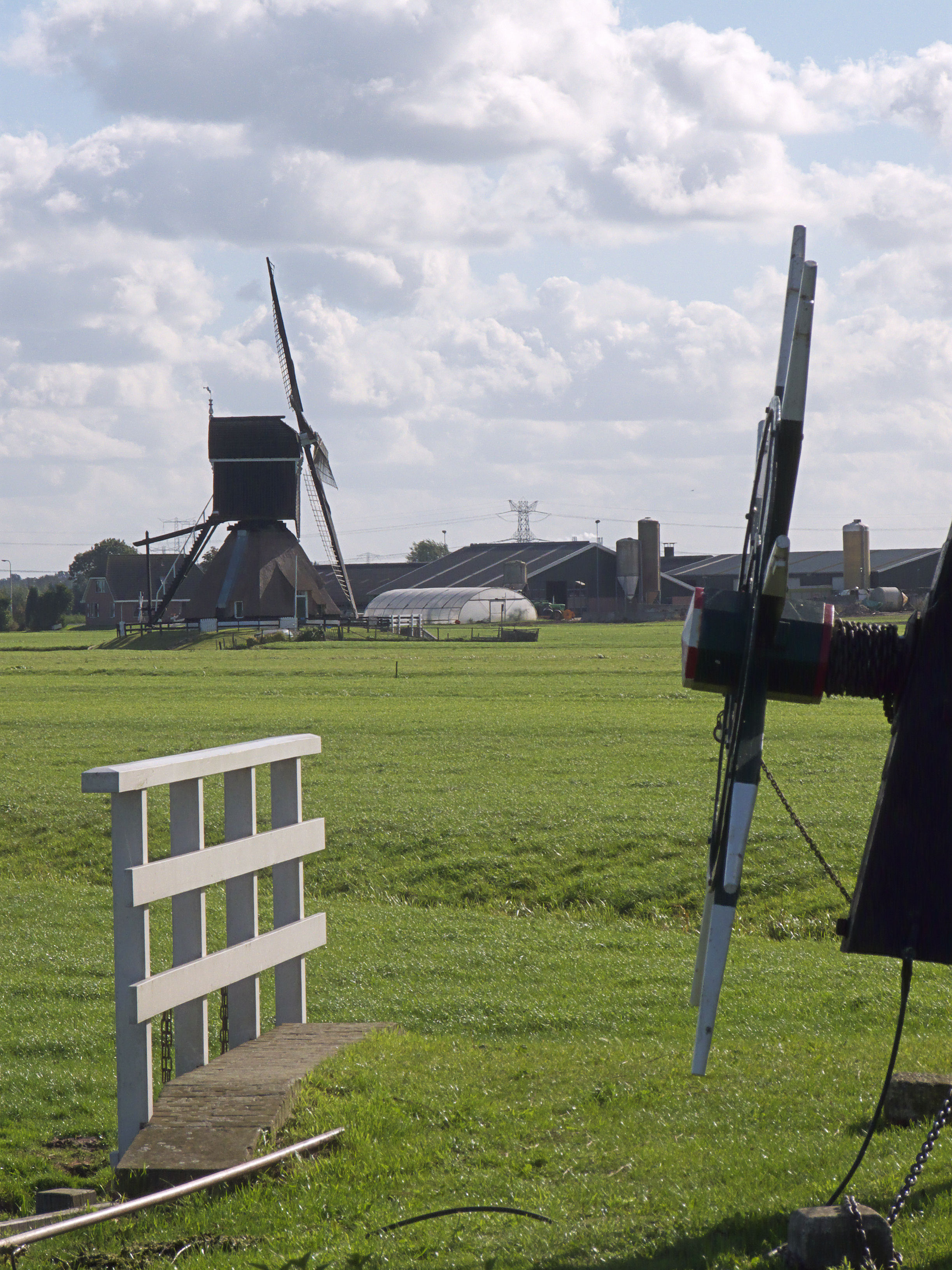
Gezien vanaf De Achtkante Molen op 29 September 2012